# Yo sí te creo
Yo sí te creo (lit. ‘Jo sí que et crec’) és un lema feminista sorgit el 2018 a Espanya que s'ha consolidat com l'eix central d'un moviment en suport a les víctimes de violació i agressions sexuals. Es va fer conegut principalment a partir del hashtag #yositecreo.
Els seus objectius són donar visibilització a aquestes agressions sexuals i violacions que pateixen les dones per part de la violència de gènere i mostrar suport a la víctima. Consisteix a comentar la frase "Yo si te creo", ja que es reivindica que no es creu a la víctima, que no es recolza i que les persones acusades no pateixen les conseqüències.

## Història
Va succeir en el 2018, a Espanya, quan es va realitzar pública la condemna de nou anys als membres del Cas de La Manada per abús sexual a una noia en els Sanfermines de l'any 2016. Es demanaven vint anys de presó per agressió sexual i van estar finalment acusats d'abús sexual (que es diferencia per l'ús de la violència i la intimidació). En aquest moment va sortir un munt de persones en suport a aquesta noia amb hashtag i comentaris com ara: #YOSITECREO, "Si te resistes, te matan. Si no te resistes, no te creen.", Violar con cariño, No es abuso, és violación...

## Ús de les TIC
El que s'ha aconseguit amb aquest hashtag és donar visibilització a aquests fets, a aquestes injustícies i que les persones que ho pateixen sentin adhesió i suport. Moltes persones, tot i que no totes, gràcies a la utilització del hashtag s'han sentit amb més fortalesa per explicar el seu cas, la seva vivència. El suport, moviment a Twitter és molt notable. A partir de les xarxes socials es va mostrar la indignació amb la sentència de La Manada.